# صموئيل براون
صموئيل براون (26 فبراير 1857 - 5 سبتمبر 1938) (بالإنجليزية: Samuel Brown)‏ هو لاعب كريكت بريطاني.